# Epicharis fasciata
Epicharis fasciata är en biart som beskrevs av Amédée Louis Michel Lepeletier och Audinet-serville 1828. Epicharis fasciata ingår i släktet Epicharis och familjen långtungebin. Inga underarter finns listade i Catalogue of Life.